# Camberley Town F.C.
Camberley Town FC là một câu lạc bộ bóng đá bán chuyên nghiệp có trụ sở tại Camberley, Surrey, Anh. Đội bóng hiện thi đấu tại  và có sân nhà ở Krooner Park.

## Danh hiệu
- Combined Counties League
  - Nhà vô địch Premier Challenge Cup các mùa giải 2008–09, 2014–15
- Surrey Senior League
  - Nhà vô địch các mùa giải 1930–31, 1931–32, 1932–33
  - Nhà vô địch Charity Cup các mùa giải 1937–38, 1951–52
- West Surrey League
  - Nhà vô địch mùa giải 1913–14
- Aldershot Senior Civilian League
  - Nhà vô địch mùa giải 1912–13
- Ascot & District League
  - Nhà vô địch các mùa giải 1904–05, 1907–08, 1908–09, 1909–10
- Surrey Senior Cup
  - Nhà vô địch mùa giải 1978–79
- Surrey Junior Cup
  - Nhà vô địch các mùa giải 1897–98, 1909–10
- Southern Combination Challenge Cup
  - Nhà vô địch mùa giải 1980–81
- Aldershot Senior Cup
  - Nhà vô địch các mùa giải 1996–97, 1997–98, 2006–07, 2014–15, 2015–16, 2018–19

## Thống kê
- Thành tích tốt nhất tại FA Cup: Vòng một mùa giải 1998–99[2]
- Thành tích tốt nhất tại FA Trophy: Vòng sơ loại các mùa giải 1979–80, 1980–81, 1981–82[2]
- Thành tích tốt nhất tại FA Vase: Tứ kết các mùa giải 1985–86, 2015–16[2]
- Chiến thắng đậm nhất: 25–1 trước Warfield, Ascot & District League, 12 tháng 10 năm 1907[3]
- Kỷ lục khán giả đến sân: 2,066 người trong trận đấu với  Aldershot Town,[1] Isthmian League Division Three, 10 tháng 11 năm 1992